# Fabio Costantini
Pour les articles homonymes, voir Costantini.
Fabio Costantini (Staffolo vers 1575 - Tivoli ?, après 1644) est un chanteur, compositeur et éditeur de musique italien.

## Biographie
Fabio Costantino, frère d'Alessandro Costantini et oncle de Vincenzo Albrici, a commencé sa carrière musicale en tant que petit-chanteur et par la suite ténor à la Cappella Giulia, où il est resté jusqu'en 1610. Il a également chanté à l'église Saint-Louis-des-Français à 1605.
Entre 1610 et 1614, il a été maître de chapelle de la cathédrale d'Orvieto; dans les années entre 1615 et 1618, il a occupé ce même poste à la basilique Sainte-Marie-du-Trastevere à Rome.
Il est retourné à Orvieto en 1618-1622, où il a publié ses compositions de musique profane, dédicaçant le deuxième livre au cardinal Crescentio, évêque d'Orvieto.
De 1625 à 1626, il a été maître de chapelle du Sanctuaire de Loreto. Sa lettre du 26 septembre 1629 à Carlo Barberini indique qui occupait ce même poste à la cathédrale de Ferrare en 1628. Selon le frontispice des Salmi, hinni et Magnificat concertati, il a occupé ce même emploi à la Compagnia del SS. Rosario à Ancône en 1630. Les dédicaces des publications qui ont suivi, nous apprend qu'il était à Ancône dans les années 1626-1628, et qu'à partir de 1634, il a été employé par le cardinal Pallotta à Ferrare.
Après son retour pendant deux mois au service de Sainte-Marie-du-Trastevere, en 1635 il a été nommé maître de chapelle de la cathédrale de Rieti, poste qu'il a occupé pendant une courte période (pas plus de quatre mois).
Dans ses Salmi, Magnificat e motetti … libro sesto de salmi de 1639, il est présenté comme citoyen de la ville d'Orvieto et «conservateur» de la ville. Costantini a été maître de chapelle de la cathédrale à partir de 1636.
Après novembre 1642, il a été  maître de chapelle de la cathédrale de Tivoli et, comme les documents le concernant se terminent en 1644, on estime que son décès est survenu à cette période.

## Éditions de musique
Entre parenthèses sont indiquées les compositions de Costantini
- Selectae cantiones excellentissimorum auctorum octonis vocibus concinendae..., Rome, 1614, (dont 2 motets de Fabio Costantini, et d'autres de Palestrina, G. M. Nanino, F. Anerio L. Marenzio, etc);
- Raccolta de' salmi a otto de diversi eccellentissimi autori... Opera seconda,, Naples, 1615, (1 psaume de Fabio Costantini, et d'autres de Alessandro Costantini, C., F. Anerio, G. F. Anerio, G. B. Nanino, etc);
- Selectae cantiones excellentissimorum auctorum binis ternis quaternisque vocibus concinendae...liber primus, Rome, 1616, (2 motets de Fabio Costantini, et d'autres de Alessandro Costantini, F. Anerio, G. Frescobaldi, S. Landi, P. Quagliati);
- Scelta di Mottetti di diversi eccellentissimi autori à 2, à 3, à 4 et à 5... Libro secondo, Opera quarta, Rome, 1618, (4 motets de Fabio Costantini, 2 motets de Alessandro Costantini, et d'autres de G. Frescobaldi, G. M. Nanino, F. Anerio);
- Scelta de Salmi à 8, Magnificat, Antifone, cioè, Regina coeli, Ave Regina caelorum, Alma Redemptoris. Et Litaniae della Madonna. De diversi eccellentissimi autori... Libro quinto, Opera seconda, Orvieto, 1620, (1 antienne et 1 psaume de Fabio Costantini, 1 d'Alessandro Costantini, de F. e G. F. Anerio, G. M. Nanino, Palestrina);
- Salmi, Magnificat, e Mottetti à sei con la Sequentia di Pasqua di Resurrettione à otto concertata di diversi eccellentissimi autori... con il basso continuo per sonare, Opera sesta, Libro primo, Orvieto, 1621, (1 psaume et 1 motet de Fabio Costantini, et des œuvres de Alessandro Costantini, C., F. Anerio, T. L. de Victoria];
- Ghirlandetta amorosa, arie, madrigali, e sonetti, di diversi eccellentissimi autori, à uno, à due, à tre, e d quattro... Opera settima, Libro primo, Orvieto, 1621, (8 compositions de Fabio Costantini, sept d'Alessandro Costantini, d'autres de Frescobaldi, G. F. Anerio, G. B. Nanino, P. Quagliati);
- L’aurata Cintia armonica, arie madrigali, dialogi, e villanelle, di diversi eccellentissimi autori, à 1, à 2, à 3, e à 4... Opera ottava, Libro secondo, Orvieto, 1622, (5 compositions de Fabio Costantini, d'autres de G. F. Anerio, Frescobaldi);
- Motetti … libro terzo, perdu;
- Salmi, hinni et Magnificat concertati, Venise, 1630, (5 psaumes, 1 hymne et 1 Magnificat);
- Mottetti a 1.2.3.4 e 5 voci di Fabio Costantini... con alcuni de altri eccel. compositori. Libro quarto, Opera duodecima, Venise, 1634, (23 motets de Fabio Costantini, d'autres de D. Allegri, F. Anerio, A. Antonelli, G. M. Nanino);
- Salmi, magnificat, e mottetti a otto voci con basso continuo di Fabio Costantini... Libro sesto, opera decima terza, Orvieto, 1639, (11 pièces de Fabio Costantini, 2 d'Alessandro Costantini, d'autres de A. Agazzari, G. Allegri, F. Anerio, V. Mazzocchi, G. M. Nanino, Palestrina, P. Quagliati)

## Œuvres
- Litanies, 1626
- Motets
- Psaumes
- Hymnes
- Compositions diverses (chansons, madrigaux, canons, danses)